# Polo (Missouri)
Polo és una població dels Estats Units a l'estat de Missouri. Segons el cens del 2000 tenia 582 habitants.

## Demografia
Segons el cens del 2000, Polo tenia 582 habitants, 239 habitatges, i 150 famílies. La densitat de població era de 387,4 habitants per km².
Dels 239 habitatges en un 28,5% hi vivien nens de menys de 18 anys, en un 49,4% hi vivien parelles casades, en un 7,5% dones solteres, i en un 37,2% no eren unitats familiars. En el 31,4% dels habitatges hi vivien persones soles el 17,2% de les quals corresponia a persones de 65 anys o més que vivien soles. El nombre mitjà de persones vivint en cada habitatge era de 2,44 i el nombre mitjà de persones que vivien en cada família era de 3,09.
Per edats la població es repartia de la següent manera: un 25,8% tenia menys de 18 anys, un 8,6% entre 18 i 24, un 27,5% entre 25 i 44, un 22,3% de 45 a 60 i un 15,8% 65 anys o més.
L'edat mediana era de 36 anys. Per cada 100 dones de 18 o més anys hi havia 94,6 homes.
La renda mediana per habitatge era de 34.250 $ i la renda mediana per família de 36.705 $. Els homes tenien una renda mediana de 32.375 $ mentre que les dones 21.111 $. La renda per capita de la població era de 15.868 $. Entorn del 5,2% de les famílies i el 7,1% de la població estaven per davall del llindar de pobresa.

## Poblacions més properes
El següent diagrama mostra les poblacions més properes.